# Rosenhagen (Petershagen)
Rosenhagen ist ein Ortsteil von Petershagen im Nordosten des Kreises Minden-Lübbecke in Ostwestfalen.

## Geografie
Er liegt 9 km östlich der Kernstadt; im Osten grenzt Rosenhagen an die Gemeinde Wiedensahl im Landkreis Schaumburg, Niedersachsen, im Norden an den Ortsteil Neuenknick, im Westen an den Ortsteil Ilse und im Südwesten und Süden an den Ortsteil Raderhorst. Nächstgelegener Bahnhof ist Petershagen-Lahde an der Bahnstrecke Nienburg–Minden.

## Geschichte
Rosenhagen gehörte bis zu den Napoleonischen Kriegen zur Vogtei Windheim im Amt Petershagen des Fürstentums Minden. Der Ort gehörte von 1807 bis 1813 zum Kanton Windheim des napoleonischen Satellitenstaats Königreich Westphalen und kam 1816 zum neuen Kreis Minden. Bis 1972 bildete Rosenhagen eine Gemeinde im Amt Windheim des Kreises. Bevor die Gemeinde bei der kommunalen Neugliederung am 1. Januar 1973 Teil der Stadt Petershagen wurde, hatte sie eine Fläche von 4,17 km² sowie 343 Einwohner (31. Dezember 1972).

## Politik
Ortsbürgermeister ist Jürgen Nahrwold (CDU).

## Kultur und Sehenswürdigkeiten
Das Gebäude der Alten Dorfschule wird heute als Dorfgemeinschaftshaus genutzt.
Ein jährlicher Höhepunkt in Rosenhagen ist das Schützenfest sowie alle zwei Jahre das Erntefest.